# 거리 사진

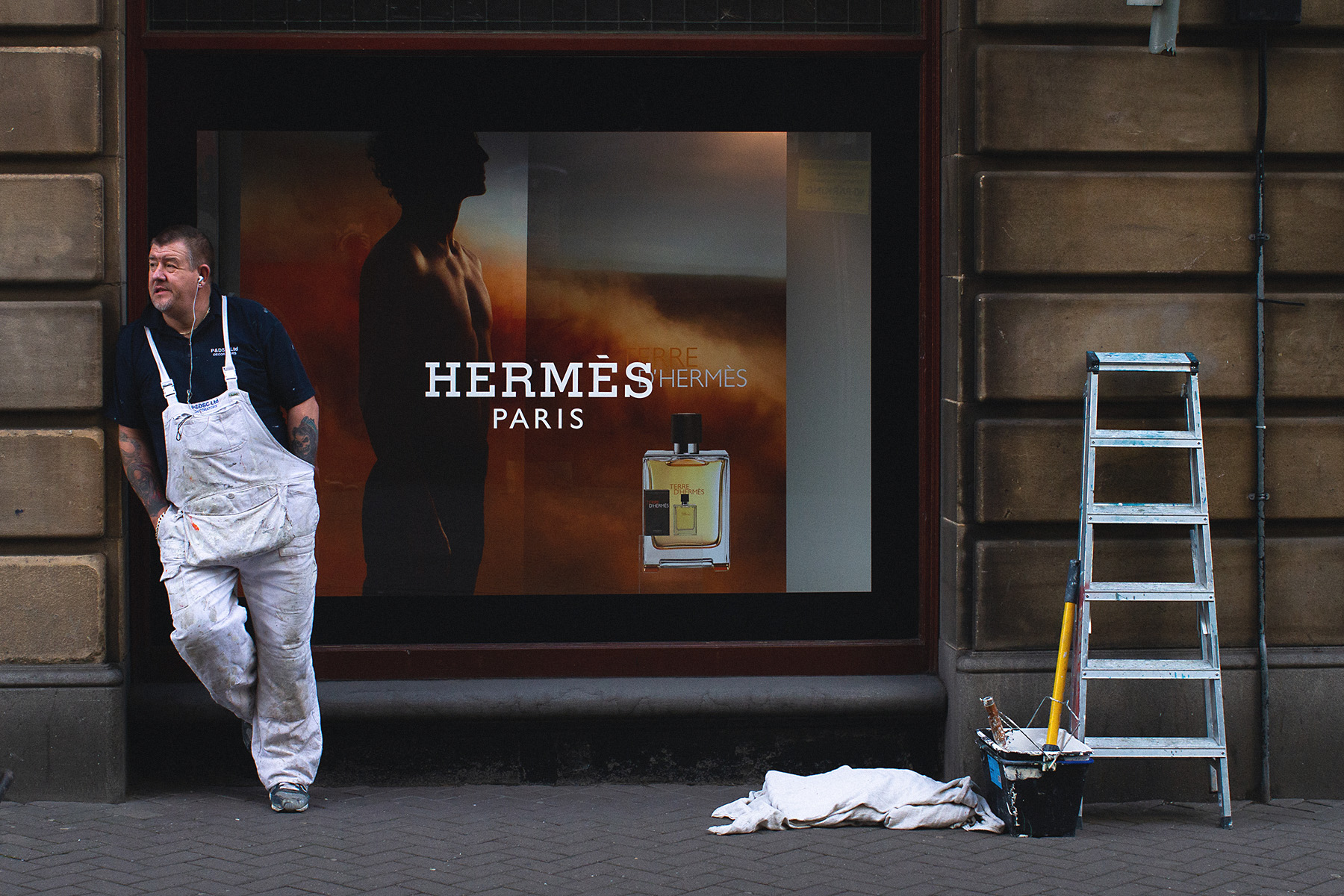
스코틀랜드 에든버러에서 촬영된 거리 사진

거리 사진(Street photography)은 공공장소 내에서 중재되지 않은 우연한 만남과 우연한 사건을 특징으로 하는 예술 또는 조사를 위해 수행된 사진이다. 거리 사진과 일반 사진 사이에는 차이가 있지만 일반적으로 대부분의 거리 사진은 자연 그대로이고 일부 일반 사진은 거리 사진으로 분류되므로 미묘하다. 거리 사진에는 거리나 도시 환경이 반드시 필요하지는 않다. 사람들은 일반적으로 직접적으로 등장하지만 거리 사진에는 사람이 없을 수 있으며 이미지가 팩시밀리나 미학적 측면에서 확실히 인간 성격을 투영하는 대상이나 환경일 수 있다.
거리 사진가는 거리의 관찰자(종종 작가나 예술가였던) 플라뇌르의 연장선으로 볼 수 있다.
대부분의 거리 사진 촬영의 목적은 결정적이거나 가슴 아픈 순간에 이미지를 만드는 것이므로 프레이밍과 타이밍이 공예의 핵심 측면이 될 수 있다.
거리 사진은 사람들과 공공 장소에서의 그들의 행동에 초점을 맞춰 사람들의 역사를 기록할 수도 있다. 이러한 동기 부여에는 개인 정보 보호, 보안 및 재산에 대한 변화하는 기대와 법률을 탐색하거나 협상해야 하는 것도 포함된다. 이런 점에서 거리 사진가는 공공 장소에서 일하는 사회 다큐멘터리 사진가나 사진 저널리스트와 유사하지만 뉴스 가치가 있는 사건을 포착하는 것을 목표로 한다. 이러한 사진 작가의 이미지는 공공 장소 내부 또는 공공 장소에서 보이는 사람과 재산을 포착할 수 있다. 공공 장소를 대규모로 기록하는 구글 스트리트 뷰와 같은 서비스의 존재, 셀카의 급증 추세는 거리 사진에 대한 태도에 반영된 윤리적 문제를 더욱 복잡하게 만든다.
그러나 거리 사진은 프레임 안에 인물만 등장할 필요는 없다. 또한 삶에 대해 말해주는 인류가 남긴 흔적에 집중할 수도 있다. 윌리엄 이글스턴(William Eggleston)과 같은 사진작가들은 프레임 안에 사람이 없는 거리 사진을 찍는 경우가 많지만, 피사체의 존재감을 암시하는 경우가 많다.
스타일적으로나 주관적으로 결정적인 거리 사진으로 간주되는 것의 대부분은 19세기 말부터 1970년대 후반까지의 시대에 만들어졌다. 이 기간은 공공 장소에서 자연스러운 사진 촬영을 가능하게 하는 휴대용 카메라의 출현을 본 시기이다.